# Norma Group
Norma Group SE er en tysk producent af fittings som hosekoblinger, hosespændbånd og quick-konnektorer. Virksomhedens produkter benyttes i industrier som bilindustri, luftfart, konstruktion og shipping.